# Мирно лето
Мирно лето је југословенски и македонски филм из 1961. године. Режирао га је Димитре Османли а сценарио је написала Фрида Филиповић

## Улоге
| Глумац                | Улога                                 |
| --------------------- | ------------------------------------- |
| Љупка Џундева         | Мира Мишеска                          |
| Слободан Цица Перовић | Заре Мишески (као Слободан Перовикј)  |
| Мери Бошкова          | Нада                                  |
| Илија Милчин          | Професор Нестор Гиевски               |
| Петре Прличко         | Стрико Тале (као Петре Прличко)       |
| Илија Џувалековски    | Харалампие                            |
| Дарко Дамевски        | Дарко „Левучарот”                     |
| Стојка Цекова         | Верце                                 |
| Мира Ољењи            | (као Мира Олењина)                    |
| Димитар Костаров      | Татко на Верце(као Димитар Кјостаров) |
| Евица Чизмар          |                                       |
| Анче Џамбазова        | Заба (као Анче Прличкова)             |
| Ацо Јовановски        | Крле „Снагата”                        |
| Слободан Чашуле       |                                       |
| Гордана Попова        |                                       |
| Панче Камџик          |                                       |

Остале улоге  ▼
| Глумац            | Улога                |
| ----------------- | -------------------- |
| Невенка Микулић   | (као Евка Микулић)   |
| Томо Видов        |                      |
| Љубиша Трајковски |                      |
| Крум Стојанов     | (као К. Стојанов)    |
| Мара Исаја        | (као М. Исаја)       |
| Вукосава Донева   | (као В. Донева)      |
| Јон Исаја         | (као Ј. Исаја)       |
| Добрила Пучкова   | (као Д. Пучкова)     |
| Ратко Гавриловић  | (као Р. Гавриловикј) |
| Тодор Николовски  | (као Т. Николовски)  |
| Мирко Стефановски | (као М. Стефановски) |
| Божо Софрониевски | Момче                |